# Полтавка (Новосибирская область)
Полтавка — село в Чановском районе Новосибирской области. Входит в состав Матвеевского сельсовета.

## География
Находится на берегу озера Тимошкино, в 1,5 км к юго-востоку от крупного озера Черёмухово. Площадь села — 66 гектаров.

## Население
| 2002 | 2007 | 2010 |
| ---- | ---- | ---- |
| 229  | ↘217 | ↘170 |

## Инфраструктура
В селе по данным на 2007 год функционируют 1 учреждение здравоохранения и 1 учреждение образования.